# ESPN
ESPN (Entertainment and Sports Programming Network) ist ein US-amerikanischer Fernsehsender, der rund um die Uhr ausschließlich Sportprogramme ausstrahlt. ESPN wurde 1979 gegründet und sendet vorwiegend aus den eigenen Studios in Bristol (Connecticut) und erreicht 90 Millionen Haushalte (Stand Sommer 2005) in den USA. Der Sender unterhält auch Büros in New York, Seattle, Washington, D.C., Charlotte und in Los Angeles. Bereits seit Gründung des Senders wird die Nachrichtensendung SportsCenter ausgestrahlt.

## Geschichte
ESPN sollte ursprünglich eine Alternative zur Sportberichterstattung der herkömmlichen Sender sowie den Sportseiten der Tageszeitungen sein. Der Sender wurde von Bill Rasmussen, einem Reporter von NBC-Partner WWLP, ins Leben gerufen. Man begann im sehr überschaubaren Rahmen und musste oft auf wenig verbreitete Sportarten zurückgreifen („Tractor Pull“, Australian Rules Football oder die United States Football League waren im Angebot). Der Name des Senders war ursprünglich ESP (Entertainment and Sports Programming), wurde jedoch vor dem Start geändert. ESPN hat mit der Ausstrahlung der ersten Sendung von Sportscenter am 7. September 1979 begonnen. Vor dem Start kaufte Getty Oil eine Mehrheitsbeteiligung an der Firma.
Die Wende kam schließlich 1987, als es ESPN gelang, die Rechte an den zuschauerstarken Sonntagabendspielen der National Football League (ESPN Sunday Night Football) zu erhalten. Von einem Randgruppensender im Kabelfernsehen wurde aus ESPN ein Medienimperium.
ESPN gehörte zu Anfang einem Joint Venture zwischen Getty Oil Company (mittlerweile übernommen von Texaco) und Nabisco. Seit 2005 gehört die gesamte ESPN-Senderfamilie zu 80 Prozent ABC (American Broadcasting Company, ihrerseits im Besitz von The Walt Disney Company). Die restlichen 20 Prozent hält die Hearst Corporation.
Des Weiteren gibt es heute Ableger von ESPN, so zum Beispiel ESPN2, ESPN3 (Online-Sportangebot, u. a. Fußball-Bundesliga), ESPN News, ESPN HD (Ausstrahlung des normalen Programms in High Definition), ESPN Classic (früher Classic Sports Network), ESPNU (spezialisiert auf College-Sport), ESPN Radio (mehrere Mittelwellen-Sportradiosender in den USA werden unter diesem Namen geführt und senden teilweise gemeinsames Programm) sowie ESPN The Magazine. Die bekannteste Sportnachrichten-Sendung von ESPN ist das „SportsCenter“, weitere populäre Sendungen sind beispielsweise das seit 2006 im Programm von ESPN laufende Monday Night Football und die seit 1987 existierende Show College GameDay.
Anfang 2007 übernahm ESPN für geschätzte 90 Millionen Euro den europäischen US-Sportsender NASN, der dann im Februar 2009 in ESPN America umbenannt wurde. Der Sender wurde zum 1. August 2013 eingestellt.
Der Slogan der Gesellschaft ist „The Worldwide Leader in Sports“ (Der weltweite Führer im Sport).
Seit 2008 hält ESPN die exklusiven Übertragungsrechte an den US Open. Neben der inländischen Berichterstattung werden die US Open 2024 weltweit von  internationalen Medienpartnern präsentiert. Eurosport ist der Übertragungspartner der US Open in 49 Ländern Kontinentaleuropas. Im zweiten Jahr in Folge wird die Berichterstattung von Sky Sports in Großbritannien und Irland, Telefónica in Spanien, SuperTennis in Italien und Sportdeutschland.TV in Deutschland bereitgestellt. WOWOW besitzt seit 1992 die exklusiven Fernsehrechte für die US Open in Japan. Die frei empfangbare Berichterstattung in Australien erfolgt über den Übertragungspartner Nine Network. Weitere wiederkehrende internationale Übertragungspartner der US Open sind ESPN International in Lateinamerika und der Karibik, Sony Sports auf dem indischen Subkontinent, beIN Sports im Nahen Osten und Nordafrika, CCTV und MIGU in China, Eclat (SpoTV) in Südostasien, TSN und RDS in Kanada, SuperSport in Afrika südlich der Sahara und TVNZ in Neuseeland. Sportcast in Taiwan und TDM in Macau. Seit 2024 gehört Sky Deutschland in Deutschland, Puls 4 in Österreich, CJ ENM in Korea und PCCW in Hongkong dazu.